# Sippora

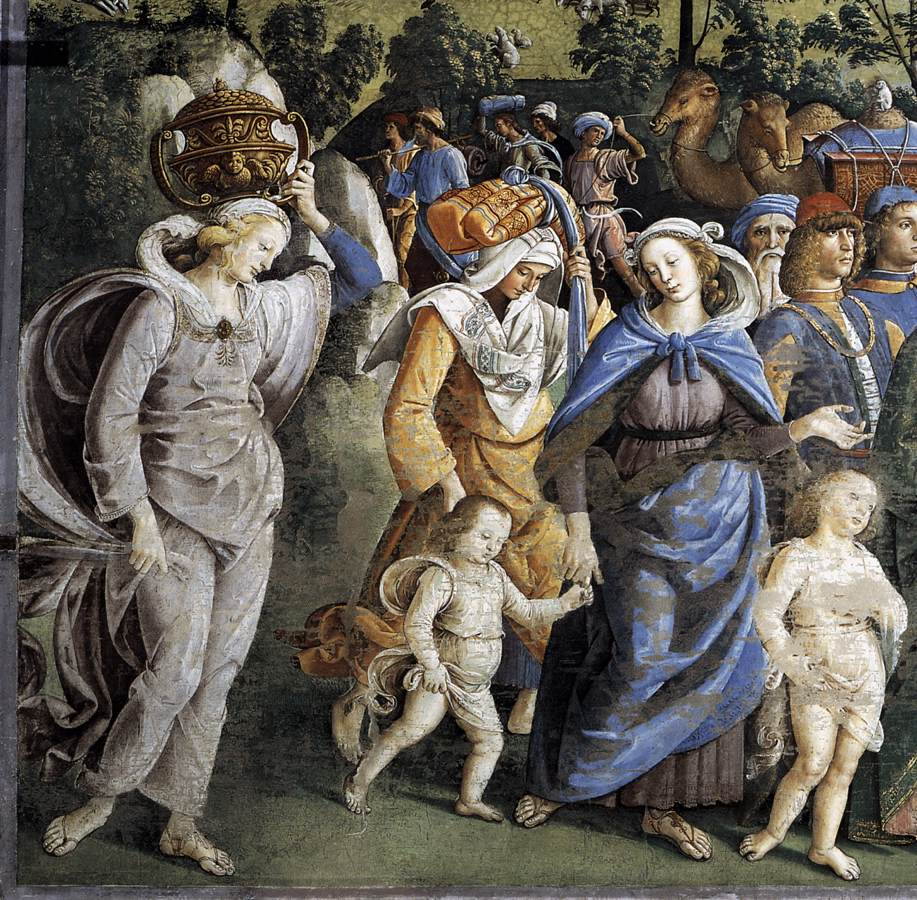
Sippora i blått. Detalj av en målning av Perugino.

Sippora (hebreiska: צִפּוֹרָה, grekiska: Sephora; arabiska: Safura eller Safrawa; "fågel") omnämns i Andra Mosebok som hustru till Mose och dotter till Jetro, prästen i Midjan.